# 大地飛鷹
《大地飛鷹》為古龍晚期作品，1976年10月至1977年11月，〈聯合報〉連載，1977年南琪出版。1975年10月向華鴻公司蔡陽明提起電影構想，早於小說。1977年9月香港邵氏與華鴻爭拍，當時小說連載未畢。

## 故事大綱
“大地飞鹰”指的是一个人，他叫做卜鹰，生为人杰、死为鬼雄。
最珍惜重视的朋友。既名卜鹰，当然是以鹰禽自许，问题是世界上的老鹰有很多种，卜鹰属于那一类？答案是：“猫头鹰”。
故事从「铁胆神枪」铁翼押送的三十万两黄金遭到掠夺开始，行凶者据说就是鬼惧神惊的沙漠怪客「猫盗」。于此同时，因一时义愤招惹上「富贵神仙」的方伟，也正困守沙漠之中和兀鹰僵持不下——天气这么热，故事要怎么演下去？

## 主要人物
- 方偉：書中稱之為「小方」
- 卜鷹：
- 呂三:

## 次要人物
- 班察巴那：五花箭神
- 杜永：
- 衛天鵬:
- 波娃:
- 陽光:
- 獨孤痴:
- 蘇蘇:
- 齊小燕:

## 小說目錄
1. 食屍鷹
2. 怒箭
3. 瞎子
4. 生死之間
5. 網裡的魚
6. 一劍穿心
7. 箭神的神箭
8. 絕頂高手
9. 另外一隻手
10. 慘敗
11. 藍色的陽光
12. 鳥屋疑雲
13. 高僧的賭約
14. 愛恨生死一線
15. 抉擇
16. 斷魂劍斷腸人
17. 跪著死的人
18. 胡大掌櫃
19. 在山深處
20. 殺機四伏
21. 又見金手
22. 兒須成名，酒須醉
23. 找的不是你
24. 有了你的孩子
25. 有子萬事足
26. 神魚
27. 為什麼不回去
28. 鬥智
29. 交易
30. 試劍
31. 劍癡情絕
32. 風暴
33. 八角街上的奇案
34. 蠟人
35. 不是你的兒子
36. 該下地獄的時候
37. 製造陷階
38. 全面行動
39. 第二步行動
40. 木屋裡的秘密
41. 致命的傷口
42. 神秘的通道
43. 寶藏
44. 看死人
45. 尾聲

## 改編成影視作品
- 1978年台灣電影《大地飛鷹》，由凌雲、王冠雄、夏玲玲、石峰主演。
- 1992年香港無線電視劇集《大地飛鷹》，由邵仲衡、吳鎮宇、黎美嫻主演。